# Vincent van Denemarken
Vincent Frederik Minik Alexander (Kopenhagen, 8 januari 2011) Prins van Denemarken, graaf van Monpezat. Hij is de tweelingbroer van prinses Josephine.
Hij is het derde kind en de jongste zoon van koning Frederik X en koningin Mary. Hij is tevens het zesde kleinkind van de voormalige Deense koningin Margrethe II.
Prins Vincent is derde in rij voor de Deense troonopvolging, na zijn oudere broer prins Christian en zijn zus prinses Isabella.
Op 14 januari 2024 werd prins Vincent op de dag van de troonswisseling onderscheiden als Ridder in de Orde van de Olifant.

## Kwartierstaat
| Christiaan X van Denemarken (1870-1847) | Christiaan X van Denemarken (1870-1847) | Christiaan X van Denemarken (1870-1847)                  | Christiaan X van Denemarken (1870-1847)                  | Christiaan X van Denemarken (1870-1847)                  | Christiaan X van Denemarken (1870-1847)                  |                                                          |                                                          | Gustaaf VI Adolf van Zweden (1882-1973) | Gustaaf VI Adolf van Zweden (1882-1973) | Gustaaf VI Adolf van Zweden (1882-1973) | Gustaaf VI Adolf van Zweden (1882-1973) | Gustaaf VI Adolf van Zweden (1882-1973) | Gustaaf VI Adolf van Zweden (1882-1973) |                                      |                                      | Henri de Laborde de Monpezat (1868-1929) | Henri de Laborde de Monpezat (1868-1929) | Henri de Laborde de Monpezat (1868-1929) | Henri de Laborde de Monpezat (1868-1929) | Henri de Laborde de Monpezat (1868-1929) | Henri de Laborde de Monpezat (1868-1929) |                                          |                                          | Pierre Maurice Daniel Doursenot (1883-1916) | Pierre Maurice Daniel Doursenot (1883-1916) | Pierre Maurice Daniel Doursenot (1883-1916) | Pierre Maurice Daniel Doursenot (1883-1916) | Pierre Maurice Daniel Doursenot (1883-1916) | Pierre Maurice Daniel Doursenot (1883-1916) |                            |                            | Alexander Donaldson (geschat 1858-1912) | Alexander Donaldson (geschat 1858-1912) | Alexander Donaldson (geschat 1858-1912)  | Alexander Donaldson (geschat 1858-1912)  | Alexander Donaldson (geschat 1858-1912)  | Alexander Donaldson (geschat 1858-1912)  |                                          |                                          | John Dalgleish (1878-1951)           | John Dalgleish (1878-1951)           | John Dalgleish (1878-1951)                     | John Dalgleish (1878-1951)                     | John Dalgleish (1878-1951)                     | John Dalgleish (1878-1951)                     |                                                |                                                | John Thomas Tait Horne (1886-?) | John Thomas Tait Horne (1886-?) | John Thomas Tait Horne (1886-?)   | John Thomas Tait Horne (1886-?)   | John Thomas Tait Horne (1886-?)   | John Thomas Tait Horne (1886-?)   |                                   |                                   | William Melrose (1890-1954)          | William Melrose (1890-1954)          | William Melrose (1890-1954)          | William Melrose (1890-1954)          | William Melrose (1890-1954)          | William Melrose (1890-1954)          |                                      |                                      |  |  |  |  |  |  |  |  |  |  |  |  |  |  |  |  |  |  |  |  |  |  |  |  |  |  |  |  |  |  |  |  |  |  |  |  |  |  |  |  |  |  |  |  |  |  |
| Christiaan X van Denemarken (1870-1847) | Christiaan X van Denemarken (1870-1847) | Christiaan X van Denemarken (1870-1847)                  | Christiaan X van Denemarken (1870-1847)                  | Christiaan X van Denemarken (1870-1847)                  | Christiaan X van Denemarken (1870-1847)                  |                                                          |                                                          | Gustaaf VI Adolf van Zweden (1882-1973) | Gustaaf VI Adolf van Zweden (1882-1973) | Gustaaf VI Adolf van Zweden (1882-1973) | Gustaaf VI Adolf van Zweden (1882-1973) | Gustaaf VI Adolf van Zweden (1882-1973) | Gustaaf VI Adolf van Zweden (1882-1973) |                                      |                                      | Henri de Laborde de Monpezat (1868-1929) | Henri de Laborde de Monpezat (1868-1929) | Henri de Laborde de Monpezat (1868-1929) | Henri de Laborde de Monpezat (1868-1929) | Henri de Laborde de Monpezat (1868-1929) | Henri de Laborde de Monpezat (1868-1929) |                                          |                                          | Pierre Maurice Daniel Doursenot (1883-1916) | Pierre Maurice Daniel Doursenot (1883-1916) | Pierre Maurice Daniel Doursenot (1883-1916) | Pierre Maurice Daniel Doursenot (1883-1916) | Pierre Maurice Daniel Doursenot (1883-1916) | Pierre Maurice Daniel Doursenot (1883-1916) |                            |                            | Alexander Donaldson (geschat 1858-1912) | Alexander Donaldson (geschat 1858-1912) | Alexander Donaldson (geschat 1858-1912)  | Alexander Donaldson (geschat 1858-1912)  | Alexander Donaldson (geschat 1858-1912)  | Alexander Donaldson (geschat 1858-1912)  |                                          |                                          | John Dalgleish (1878-1951)           | John Dalgleish (1878-1951)           | John Dalgleish (1878-1951)                     | John Dalgleish (1878-1951)                     | John Dalgleish (1878-1951)                     | John Dalgleish (1878-1951)                     |                                                |                                                | John Thomas Tait Horne (1886-?) | John Thomas Tait Horne (1886-?) | John Thomas Tait Horne (1886-?)   | John Thomas Tait Horne (1886-?)   | John Thomas Tait Horne (1886-?)   | John Thomas Tait Horne (1886-?)   |                                   |                                   | William Melrose (1890-1954)          | William Melrose (1890-1954)          | William Melrose (1890-1954)          | William Melrose (1890-1954)          | William Melrose (1890-1954)          | William Melrose (1890-1954)          |                                      |                                      |  |  |  |  |  |  |  |  |  |  |  |  |  |  |  |  |  |  |  |  |  |  |  |  |  |  |  |  |  |  |  |  |  |  |  |  |  |  |  |  |  |  |  |  |  |  |
|                                         |                                         | Alexandrine Augusta van Mecklenburg-Schwerin (1879-1952) | Alexandrine Augusta van Mecklenburg-Schwerin (1879-1952) | Alexandrine Augusta van Mecklenburg-Schwerin (1879-1952) | Alexandrine Augusta van Mecklenburg-Schwerin (1879-1952) | Alexandrine Augusta van Mecklenburg-Schwerin (1879-1952) | Alexandrine Augusta van Mecklenburg-Schwerin (1879-1952) |                                         |                                         | Margaretha van Connaught (1882-1920)    | Margaretha van Connaught (1882-1920)    | Margaretha van Connaught (1882-1920)    | Margaretha van Connaught (1882-1920)    | Margaretha van Connaught (1882-1920) | Margaretha van Connaught (1882-1920) |                                          |                                          | Henriette Hallberg (1880-1973)           | Henriette Hallberg (1880-1973)           | Henriette Hallberg (1880-1973)           | Henriette Hallberg (1880-1973)           | Henriette Hallberg (1880-1973)           | Henriette Hallberg (1880-1973)           |                                             |                                             | Marguerite Gay (1883-1974)                  | Marguerite Gay (1883-1974)                  | Marguerite Gay (1883-1974)                  | Marguerite Gay (1883-1974)                  | Marguerite Gay (1883-1974) | Marguerite Gay (1883-1974) |                                         |                                         | Jeannie Donaldson (Stevenson) (onbekend) | Jeannie Donaldson (Stevenson) (onbekend) | Jeannie Donaldson (Stevenson) (onbekend) | Jeannie Donaldson (Stevenson) (onbekend) | Jeannie Donaldson (Stevenson) (onbekend) | Jeannie Donaldson (Stevenson) (onbekend) |                                      |                                      | Barbara McDonald Dalgleish (geschat 1848-1908) | Barbara McDonald Dalgleish (geschat 1848-1908) | Barbara McDonald Dalgleish (geschat 1848-1908) | Barbara McDonald Dalgleish (geschat 1848-1908) | Barbara McDonald Dalgleish (geschat 1848-1908) | Barbara McDonald Dalgleish (geschat 1848-1908) |                                 |                                 | Henrietta Clark (1887-?)          | Henrietta Clark (1887-?)          | Henrietta Clark (1887-?)          | Henrietta Clark (1887-?)          | Henrietta Clark (1887-?)          | Henrietta Clark (1887-?)          |                                      |                                      | Catherine Chalmers Smith (1893-1937) | Catherine Chalmers Smith (1893-1937) | Catherine Chalmers Smith (1893-1937) | Catherine Chalmers Smith (1893-1937) | Catherine Chalmers Smith (1893-1937) | Catherine Chalmers Smith (1893-1937) |  |  |  |  |  |  |  |  |  |  |  |  |  |  |  |  |  |  |  |  |  |  |  |  |  |  |  |  |  |  |  |  |  |  |  |  |  |  |  |  |  |  |  |  |  |  |
|                                         |                                         | Alexandrine Augusta van Mecklenburg-Schwerin (1879-1952) | Alexandrine Augusta van Mecklenburg-Schwerin (1879-1952) | Alexandrine Augusta van Mecklenburg-Schwerin (1879-1952) | Alexandrine Augusta van Mecklenburg-Schwerin (1879-1952) | Alexandrine Augusta van Mecklenburg-Schwerin (1879-1952) | Alexandrine Augusta van Mecklenburg-Schwerin (1879-1952) |                                         |                                         | Margaretha van Connaught (1882-1920)    | Margaretha van Connaught (1882-1920)    | Margaretha van Connaught (1882-1920)    | Margaretha van Connaught (1882-1920)    | Margaretha van Connaught (1882-1920) | Margaretha van Connaught (1882-1920) |                                          |                                          | Henriette Hallberg (1880-1973)           | Henriette Hallberg (1880-1973)           | Henriette Hallberg (1880-1973)           | Henriette Hallberg (1880-1973)           | Henriette Hallberg (1880-1973)           | Henriette Hallberg (1880-1973)           |                                             |                                             | Marguerite Gay (1883-1974)                  | Marguerite Gay (1883-1974)                  | Marguerite Gay (1883-1974)                  | Marguerite Gay (1883-1974)                  | Marguerite Gay (1883-1974) | Marguerite Gay (1883-1974) |                                         |                                         | Jeannie Donaldson (Stevenson) (onbekend) | Jeannie Donaldson (Stevenson) (onbekend) | Jeannie Donaldson (Stevenson) (onbekend) | Jeannie Donaldson (Stevenson) (onbekend) | Jeannie Donaldson (Stevenson) (onbekend) | Jeannie Donaldson (Stevenson) (onbekend) |                                      |                                      | Barbara McDonald Dalgleish (geschat 1848-1908) | Barbara McDonald Dalgleish (geschat 1848-1908) | Barbara McDonald Dalgleish (geschat 1848-1908) | Barbara McDonald Dalgleish (geschat 1848-1908) | Barbara McDonald Dalgleish (geschat 1848-1908) | Barbara McDonald Dalgleish (geschat 1848-1908) |                                 |                                 | Henrietta Clark (1887-?)          | Henrietta Clark (1887-?)          | Henrietta Clark (1887-?)          | Henrietta Clark (1887-?)          | Henrietta Clark (1887-?)          | Henrietta Clark (1887-?)          |                                      |                                      | Catherine Chalmers Smith (1893-1937) | Catherine Chalmers Smith (1893-1937) | Catherine Chalmers Smith (1893-1937) | Catherine Chalmers Smith (1893-1937) | Catherine Chalmers Smith (1893-1937) | Catherine Chalmers Smith (1893-1937) |  |  |  |  |  |  |  |  |  |  |  |  |  |  |  |  |  |  |  |  |  |  |  |  |  |  |  |  |  |  |  |  |  |  |  |  |  |  |  |  |  |  |  |  |  |  |
| Frederik IX van Denemarken (1899-1972)  | Frederik IX van Denemarken (1899-1972)  | Frederik IX van Denemarken (1899-1972)                   | Frederik IX van Denemarken (1899-1972)                   | Frederik IX van Denemarken (1899-1972)                   | Frederik IX van Denemarken (1899-1972)                   |                                                          |                                                          | Ingrid van Zweden (1910-2000)           | Ingrid van Zweden (1910-2000)           | Ingrid van Zweden (1910-2000)           | Ingrid van Zweden (1910-2000)           | Ingrid van Zweden (1910-2000)           | Ingrid van Zweden (1910-2000)           |                                      |                                      | André de Laborde de Monpezat (1907-1998) | André de Laborde de Monpezat (1907-1998) | André de Laborde de Monpezat (1907-1998) | André de Laborde de Monpezat (1907-1998) | André de Laborde de Monpezat (1907-1998) | André de Laborde de Monpezat (1907-1998) |                                          |                                          | Renée-Yvonne Doursennot (1908-2001)         | Renée-Yvonne Doursennot (1908-2001)         | Renée-Yvonne Doursennot (1908-2001)         | Renée-Yvonne Doursennot (1908-2001)         | Renée-Yvonne Doursennot (1908-2001)         | Renée-Yvonne Doursennot (1908-2001)         |                            |                            | Peter Donaldson (1911-1978)             | Peter Donaldson (1911-1978)             | Peter Donaldson (1911-1978)              | Peter Donaldson (1911-1978)              | Peter Donaldson (1911-1978)              | Peter Donaldson (1911-1978)              |                                          |                                          | Mary Donalds (Dalgleish) (1914-2002) | Mary Donalds (Dalgleish) (1914-2002) | Mary Donalds (Dalgleish) (1914-2002)           | Mary Donalds (Dalgleish) (1914-2002)           | Mary Donalds (Dalgleish) (1914-2002)           | Mary Donalds (Dalgleish) (1914-2002)           |                                                |                                                | Archibald Horne (1911-1974)     | Archibald Horne (1911-1974)     | Archibald Horne (1911-1974)       | Archibald Horne (1911-1974)       | Archibald Horne (1911-1974)       | Archibald Horne (1911-1974)       |                                   |                                   | Elizabeth Gibson Melrose (1916-1958) | Elizabeth Gibson Melrose (1916-1958) | Elizabeth Gibson Melrose (1916-1958) | Elizabeth Gibson Melrose (1916-1958) | Elizabeth Gibson Melrose (1916-1958) | Elizabeth Gibson Melrose (1916-1958) |                                      |                                      |  |  |  |  |  |  |  |  |  |  |  |  |  |  |  |  |  |  |  |  |  |  |  |  |  |  |  |  |  |  |  |  |  |  |  |  |  |  |  |  |  |  |  |  |  |  |
| Frederik IX van Denemarken (1899-1972)  | Frederik IX van Denemarken (1899-1972)  | Frederik IX van Denemarken (1899-1972)                   | Frederik IX van Denemarken (1899-1972)                   | Frederik IX van Denemarken (1899-1972)                   | Frederik IX van Denemarken (1899-1972)                   |                                                          |                                                          | Ingrid van Zweden (1910-2000)           | Ingrid van Zweden (1910-2000)           | Ingrid van Zweden (1910-2000)           | Ingrid van Zweden (1910-2000)           | Ingrid van Zweden (1910-2000)           | Ingrid van Zweden (1910-2000)           |                                      |                                      | André de Laborde de Monpezat (1907-1998) | André de Laborde de Monpezat (1907-1998) | André de Laborde de Monpezat (1907-1998) | André de Laborde de Monpezat (1907-1998) | André de Laborde de Monpezat (1907-1998) | André de Laborde de Monpezat (1907-1998) |                                          |                                          | Renée-Yvonne Doursennot (1908-2001)         | Renée-Yvonne Doursennot (1908-2001)         | Renée-Yvonne Doursennot (1908-2001)         | Renée-Yvonne Doursennot (1908-2001)         | Renée-Yvonne Doursennot (1908-2001)         | Renée-Yvonne Doursennot (1908-2001)         |                            |                            | Peter Donaldson (1911-1978)             | Peter Donaldson (1911-1978)             | Peter Donaldson (1911-1978)              | Peter Donaldson (1911-1978)              | Peter Donaldson (1911-1978)              | Peter Donaldson (1911-1978)              |                                          |                                          | Mary Donalds (Dalgleish) (1914-2002) | Mary Donalds (Dalgleish) (1914-2002) | Mary Donalds (Dalgleish) (1914-2002)           | Mary Donalds (Dalgleish) (1914-2002)           | Mary Donalds (Dalgleish) (1914-2002)           | Mary Donalds (Dalgleish) (1914-2002)           |                                                |                                                | Archibald Horne (1911-1974)     | Archibald Horne (1911-1974)     | Archibald Horne (1911-1974)       | Archibald Horne (1911-1974)       | Archibald Horne (1911-1974)       | Archibald Horne (1911-1974)       |                                   |                                   | Elizabeth Gibson Melrose (1916-1958) | Elizabeth Gibson Melrose (1916-1958) | Elizabeth Gibson Melrose (1916-1958) | Elizabeth Gibson Melrose (1916-1958) | Elizabeth Gibson Melrose (1916-1958) | Elizabeth Gibson Melrose (1916-1958) |                                      |                                      |  |  |  |  |  |  |  |  |  |  |  |  |  |  |  |  |  |  |  |  |  |  |  |  |  |  |  |  |  |  |  |  |  |  |  |  |  |  |  |  |  |  |  |  |  |  |
|                                         |                                         |                                                          |                                                          |                                                          |                                                          |                                                          |                                                          |                                         |                                         |                                         |                                         |                                         |                                         |                                      |                                      |                                          |                                          |                                          |                                          |                                          |                                          |                                          |                                          |                                             |                                             |                                             |                                             |                                             |                                             |                            |                            |                                         |                                         |                                          |                                          |                                          |                                          |                                          |                                          |                                      |                                      |                                                |                                                |                                                |                                                |                                                |                                                |                                 |                                 |                                   |                                   |                                   |                                   |                                   |                                   |                                      |                                      |                                      |                                      |                                      |                                      |                                      |                                      |  |  |  |  |  |  |  |  |  |  |  |  |  |  |  |  |  |  |  |  |  |  |  |  |  |  |  |  |  |  |  |  |  |  |  |  |  |  |  |  |  |  |  |  |  |  |
|                                         |                                         |                                                          |                                                          |                                                          |                                                          | Margrethe II van Denemarken (1940-)                      | Margrethe II van Denemarken (1940-)                      | Margrethe II van Denemarken (1940-)     | Margrethe II van Denemarken (1940-)     | Margrethe II van Denemarken (1940-)     | Margrethe II van Denemarken (1940-)     |                                         |                                         |                                      |                                      |                                          |                                          | Henri de Laborde de Monpezat (1934-2018) | Henri de Laborde de Monpezat (1934-2018) | Henri de Laborde de Monpezat (1934-2018) | Henri de Laborde de Monpezat (1934-2018) | Henri de Laborde de Monpezat (1934-2018) | Henri de Laborde de Monpezat (1934-2018) |                                             |                                             |                                             |                                             |                                             |                                             |                            |                            |                                         |                                         |                                          |                                          |                                          |                                          | John Dalgleish Donaldson (1941-)         | John Dalgleish Donaldson (1941-)         | John Dalgleish Donaldson (1941-)     | John Dalgleish Donaldson (1941-)     | John Dalgleish Donaldson (1941-)               | John Dalgleish Donaldson (1941-)               |                                                |                                                |                                                |                                                |                                 |                                 | Henrietta Clark Horne (1942-1997) | Henrietta Clark Horne (1942-1997) | Henrietta Clark Horne (1942-1997) | Henrietta Clark Horne (1942-1997) | Henrietta Clark Horne (1942-1997) | Henrietta Clark Horne (1942-1997) |                                      |                                      |                                      |                                      |                                      |                                      |                                      |                                      |  |  |  |  |  |  |  |  |  |  |  |  |  |  |  |  |  |  |  |  |  |  |  |  |  |  |  |  |  |  |  |  |  |  |  |  |  |  |  |  |  |  |  |  |  |  |
|                                         |                                         |                                                          |                                                          |                                                          |                                                          | Margrethe II van Denemarken (1940-)                      | Margrethe II van Denemarken (1940-)                      | Margrethe II van Denemarken (1940-)     | Margrethe II van Denemarken (1940-)     | Margrethe II van Denemarken (1940-)     | Margrethe II van Denemarken (1940-)     |                                         |                                         |                                      |                                      |                                          |                                          | Henri de Laborde de Monpezat (1934-2018) | Henri de Laborde de Monpezat (1934-2018) | Henri de Laborde de Monpezat (1934-2018) | Henri de Laborde de Monpezat (1934-2018) | Henri de Laborde de Monpezat (1934-2018) | Henri de Laborde de Monpezat (1934-2018) |                                             |                                             |                                             |                                             |                                             |                                             |                            |                            |                                         |                                         |                                          |                                          |                                          |                                          | John Dalgleish Donaldson (1941-)         | John Dalgleish Donaldson (1941-)         | John Dalgleish Donaldson (1941-)     | John Dalgleish Donaldson (1941-)     | John Dalgleish Donaldson (1941-)               | John Dalgleish Donaldson (1941-)               |                                                |                                                |                                                |                                                |                                 |                                 | Henrietta Clark Horne (1942-1997) | Henrietta Clark Horne (1942-1997) | Henrietta Clark Horne (1942-1997) | Henrietta Clark Horne (1942-1997) | Henrietta Clark Horne (1942-1997) | Henrietta Clark Horne (1942-1997) |                                      |                                      |                                      |                                      |                                      |                                      |                                      |                                      |  |  |  |  |  |  |  |  |  |  |  |  |  |  |  |  |  |  |  |  |  |  |  |  |  |  |  |  |  |  |  |  |  |  |  |  |  |  |  |  |  |  |  |  |  |  |
|                                         |                                         |                                                          |                                                          |                                                          |                                                          |                                                          |                                                          |                                         |                                         |                                         |                                         |                                         |                                         |                                      |                                      |                                          |                                          |                                          |                                          |                                          |                                          |                                          |                                          |                                             |                                             |                                             |                                             |                                             |                                             |                            |                            |                                         |                                         |                                          |                                          |                                          |                                          |                                          |                                          |                                      |                                      |                                                |                                                |                                                |                                                |                                                |                                                |                                 |                                 |                                   |                                   |                                   |                                   |                                   |                                   |                                      |                                      |                                      |                                      |                                      |                                      |                                      |                                      |  |  |  |  |  |  |  |  |  |  |  |  |  |  |  |  |  |  |  |  |  |  |  |  |  |  |  |  |  |  |  |  |  |  |  |  |  |  |  |  |  |  |  |  |  |  |
|                                         |                                         |                                                          |                                                          |                                                          |                                                          |                                                          |                                                          |                                         |                                         |                                         |                                         |                                         |                                         |                                      |                                      | Frederik X van Denemarken (1968–)        | Frederik X van Denemarken (1968–)        | Frederik X van Denemarken (1968–)        | Frederik X van Denemarken (1968–)        | Frederik X van Denemarken (1968–)        | Frederik X van Denemarken (1968–)        |                                          |                                          |                                             |                                             |                                             |                                             |                                             |                                             |                            |                            |                                         |                                         |                                          |                                          |                                          |                                          |                                          |                                          | Mary Donaldson (1972-)               | Mary Donaldson (1972-)               | Mary Donaldson (1972-)                         | Mary Donaldson (1972-)                         | Mary Donaldson (1972-)                         | Mary Donaldson (1972-)                         |                                                |                                                |                                 |                                 |                                   |                                   |                                   |                                   |                                   |                                   |                                      |                                      |                                      |                                      |                                      |                                      |                                      |                                      |  |  |  |  |  |  |  |  |  |  |  |  |  |  |  |  |  |  |  |  |  |  |  |  |  |  |  |  |  |  |  |  |  |  |  |  |  |  |  |  |  |  |  |  |  |  |
|                                         |                                         |                                                          |                                                          |                                                          |                                                          |                                                          |                                                          |                                         |                                         |                                         |                                         |                                         |                                         |                                      |                                      | Frederik X van Denemarken (1968–)        | Frederik X van Denemarken (1968–)        | Frederik X van Denemarken (1968–)        | Frederik X van Denemarken (1968–)        | Frederik X van Denemarken (1968–)        | Frederik X van Denemarken (1968–)        |                                          |                                          |                                             |                                             |                                             |                                             |                                             |                                             |                            |                            |                                         |                                         |                                          |                                          |                                          |                                          |                                          |                                          | Mary Donaldson (1972-)               | Mary Donaldson (1972-)               | Mary Donaldson (1972-)                         | Mary Donaldson (1972-)                         | Mary Donaldson (1972-)                         | Mary Donaldson (1972-)                         |                                                |                                                |                                 |                                 |                                   |                                   |                                   |                                   |                                   |                                   |                                      |                                      |                                      |                                      |                                      |                                      |                                      |                                      |  |  |  |  |  |  |  |  |  |  |  |  |  |  |  |  |  |  |  |  |  |  |  |  |  |  |  |  |  |  |  |  |  |  |  |  |  |  |  |  |  |  |  |  |  |  |
|                                         |                                         |                                                          |                                                          |                                                          |                                                          |                                                          |                                                          |                                         |                                         |                                         |                                         |                                         |                                         |                                      |                                      |                                          |                                          |                                          |                                          |                                          |                                          |                                          |                                          |                                             |                                             |                                             |                                             |                                             |                                             |                            |                            |                                         |                                         |                                          |                                          |                                          |                                          |                                          |                                          |                                      |                                      |                                                |                                                |                                                |                                                |                                                |                                                |                                 |                                 |                                   |                                   |                                   |                                   |                                   |                                   |                                      |                                      |                                      |                                      |                                      |                                      |                                      |                                      |  |  |  |  |  |  |  |  |  |  |  |  |  |  |  |  |  |  |  |  |  |  |  |  |  |  |  |  |  |  |  |  |  |  |  |  |  |  |  |  |  |  |  |  |  |  |
|                                         |                                         |                                                          |                                                          |                                                          |                                                          |                                                          |                                                          |                                         |                                         |                                         |                                         |                                         |                                         |                                      |                                      |                                          |                                          |                                          |                                          |                                          |                                          |                                          |                                          |                                             |                                             |                                             |                                             |                                             |                                             |                            |                            |                                         |                                         |                                          |                                          |                                          |                                          |                                          |                                          |                                      |                                      |                                                |                                                |                                                |                                                |                                                |                                                |                                 |                                 |                                   |                                   |                                   |                                   |                                   |                                   |                                      |                                      |                                      |                                      |                                      |                                      |                                      |                                      |  |  |  |  |  |  |  |  |  |  |  |  |  |  |  |  |  |  |  |  |  |  |  |  |  |  |  |  |  |  |  |  |  |  |  |  |  |  |  |  |  |  |  |  |  |  |
|                                         |                                         |                                                          |                                                          |                                                          |                                                          |                                                          |                                                          |                                         |                                         |                                         |                                         |                                         |                                         |                                      |                                      | Christian van Denemarken (2005-)         | Christian van Denemarken (2005-)         | Christian van Denemarken (2005-)         | Christian van Denemarken (2005-)         | Christian van Denemarken (2005-)         | Christian van Denemarken (2005-)         |                                          |                                          | Isabella van Denemarken (2007–)             | Isabella van Denemarken (2007–)             | Isabella van Denemarken (2007–)             | Isabella van Denemarken (2007–)             | Isabella van Denemarken (2007–)             | Isabella van Denemarken (2007–)             |                            |                            | Vincent van Denemarken (2011-)          | Vincent van Denemarken (2011-)          | Vincent van Denemarken (2011-)           | Vincent van Denemarken (2011-)           | Vincent van Denemarken (2011-)           | Vincent van Denemarken (2011-)           |                                          |                                          | Josephine van Denemarken (2011-)     | Josephine van Denemarken (2011-)     | Josephine van Denemarken (2011-)               | Josephine van Denemarken (2011-)               | Josephine van Denemarken (2011-)               | Josephine van Denemarken (2011-)               |                                                |                                                |                                 |                                 |                                   |                                   |                                   |                                   |                                   |                                   |                                      |                                      |                                      |                                      |                                      |                                      |                                      |                                      |  |  |  |  |  |  |  |  |  |  |  |  |  |  |  |  |  |  |  |  |  |  |  |  |  |  |  |  |  |  |  |  |  |  |  |  |  |  |  |  |  |  |  |  |  |  |